# Biaches
Biaches település Franciaországban, Somme megyében. Lakosainak száma 386 fő (2022. január 1.). Biaches Barleux, Cléry-sur-Somme, Flaucourt és Péronne községekkel határos.

## Népesség
A település népességének változása:
| Lakosok száma | 368  | 370  | 387  | 384  | 384  | 383  | 384  | 385  | 386  |
|               | 2011 | 2015 | 2016 | 2017 | 2018 | 2019 | 2020 | 2021 | 2022 |